# Tom Goodman-Hill
Tom Goodman-Hill (Enfield (Londen), 1968), geboren als Tom Hill, is een Brits acteur.

## Biografie
Goodman-Hill werd geboren in de wijk Enfield van Londen, en groeide op in Newcastle upon Tyne. Hij studeerde af met een bachelor of arts in Engels en drama aan de Universiteit van Warwick in Coventry. Hier begon hij met het acteren in het schooltoneel en daarna in lokale theaters. Na het afstuderen begon hij te werken als invalleerkracht in Coventry, voordat hij naar Londen verhuisde om daar te beginnen als fulltime acteur.
Goodman-Hill begon in 1994 met acteren in de film Licence to Live, waarna hij nog meerdere rollen speelde in films en televisieseries. Hij is onder andere bekend van zijn rol als PC in de televisieserie Ideal (2005-2011), en als mr. Grove in de televisieserie Mr Selfridge (2013-2016).
Goodman-Hill was getrouwd en heeft hieruit twee kinderen, in 2015 is hij opnieuw getrouwd met actrice Jessica Raine.

## Filmografie

### Films
Uitgezonderd korte films.
- 1994 Licence to Live - als politieagent
- 1996 In Love and War - als Houston Kenyon
- 2001 Charlotte Gray - als zakenman op feest
- 2001 The Lost World - als Arthur Hare
- 2002 Sunday - als Para H
- 2002 The One and Only - als keukenverkoper
- 2003 George Orwell: A Life in Pictures - als Derek Savage
- 2003 The League of Extraordinary Gentlemen - als Sanderson Reed
- 2004 Fat Slags - als Baz
- 2005 Kenneth Tynan: In Praise of Hardcore - als Michael White
- 2005 Festival - als Dougie MacLachlan
- 2005 Gideon's Daughter - als Dent
- 2005 Perfect Day - als Tom
- 2005 My Family and Other Animals - als Peter
- 2006 Fear of Fanny - als Dan Farson
- 2008 Perfect Day: The Millennium - als Tom
- 2008 Miss Austen Regrets - als mr. Lushington MP
- 2008 Clay - als mr. Parker
- 2009 Glorious 39 - als regisseur
- 2011 Chalet Girl - als Les
- 2011 7 Lives - als Peter
- 2013 The Thirteenth Tale - als dr. Mawsley
- 2014 The Imitation Game - als Staehl
- 2014 Down Dog - als dr. Hill
- 2015 Residue - als Keller
- 2015 Everest - als Neal Beidleman
- 2016 The Truth Commissioner - als Jake Marston
- 2017 The Rizen - als nr. 37
- 2018 Where Hands Touch - als Wihelm Warner
- 2020 Rebecca - als Frank Crawley
- 2021 The War Below - als Hellfire Jack
- 2021 Homebound - als Richard
- 2024 Robin and the Hoods - als Nick

### Televisieseries
Uitgezonderd eenmalige gastrollen.
- 2000 Border Cafe - als Max - 4 afl.
- 2000 A Dinner of Herbs - als Hal Roystan - 4 afl.
- 2002 The Office - als Ray - 3 afl.
- 2003 Death in Holy Orders - als Eric Surtees - 2 afl.
- 2004 The Worst Week of My Life - als Ben - 3 afl.
- 2005 Broken News - als Joe Reed - Movie News / Guy Batson - Go Sports - 6 afl.
- 2005-2011 Ideal - als PC - 46 afl.
- 2008 Never Better - als Richard - 6 afl.
- 2008 The Devil's Whore - als John Lilburne - 4 afl.
- 2009 Moses Jones - als DCI Dick Catherwood - 3 afl.
- 2009 Free Agents - als Malcolm - 3 afl.
- 2009 The Omid Djalili Show - als ?? - 3 afl.
- 2011 Waking the Dead - als Tristan - 2 afl.
- 2011 Candy Cabs - als Barry O'Sullivan - 3 afl.
- 2011 Case Sensitive - als Steve Harboard - 2 afl.
- 2011 Case Histories - als Neil Hunter - 2 afl.
- 2011 Doc Martin - als Mark Bridge - 2 afl.
- 2011 Spy - als Philip - 6 afl.
- 2012 Dead Boss - als Tim - 6 afl.
- 2013-2016 Mr Selfridge - als mr. Grove - 38 afl.
- 2015-2018 Humans - als Joe Hawkins - 24 afl.
- 2016 The Secret Agent - als AC Stone - 3 afl.
- 2019 Cheat - als Adam - 4 afl.
- 2020 Silent Witness - als AC Tim Holloway - 2 afl.
- 2024 Baby Reindeer - als Darrien

### Computerspellen
- 2003 Hidden & Dangerous 2 - als stem
- 2004 Harry Potter and the Prisoner of Azkaban - als Peter Pippeling
- 2005 Harry Potter and the Goblet of Fire - als Peter Pippeling
- 2005 Shinobido - als Zaji 'The Hawk'
- 2008 Viking: Battle for Asgard - als stem
- 2009 Killzone 2 - als stem
- 2011 The Last Story - als Asthar
- 2011 Killzone 3 - als soldaat
- 2012 ZombiU - als dr. Peter Knight
- 2013 Soul Sacrifice - als stem
- 2013 Ryse: Son of Rome - als stem
- 2016 The Witcher 3: Wild Hunt - als Damien de la Tour
- 2016 Battlefield 1 - als stem

- Bibliothèque nationale de France: cb15118143q (data)
- Gemeinsame Normdatei: 1129809021
- International Standard Name Identifier: 0000 0000 8109 2605
- Library of Congress Control Number: no2010127143
- Nationale Bibliotheek van Tsjechië: xx0124842
- Virtual International Authority File: 29830069
- WorldCat: E39PBJdM9dYRpwcH9BmhDBXGHC